# Landschaftsversammlung Rheinland
- DIE LINKE: 5
- Die PARTEI: 2
- GRÜNE: 27
- SPD: 30
- Volt: 1
- GUT: 1
- FW NRW: 3
- FDP: 7
- CDU: 43
- AfD: 7

Die Landschaftsversammlung Rheinland (auch Rheinischer Rat) ist die Verbandsversammlung des höheren Kommunalverbandes Landschaftsverband Rheinland. Sie steht in der Tradition des Provinziallandtags der Rheinprovinz, dessen Tagungsort bis in die 1930er Jahre das Ständehaus in Düsseldorf war. Da der Landschaftsverband Rheinland eine kommunale Gebietskörperschaft ist, handelt es sich bei der Landschaftsversammlung formal nicht um eine Legislative, sondern sie ist Teil der Exekutive.
Aufgabe der Landschaftsversammlung ist der Beschluss über grundsätzliche Fragen und die Verabschiedung des Haushaltes des Landschaftsverbandes. Für die verschiedenen Aufgabengebiete des Verbandes bildet die Versammlung besondere Ausschüsse. Das Plenum tagt in der Regel zwei Mal im Jahr öffentlich im Haus des Landschaftsverbandes in Köln. Es wählt den Landschaftsausschuss, den Landesdirektor und die Landesräte.

## Zusammensetzung
Es handelt sich bei der Landschaftsversammlung nicht um ein direkt gewähltes Gremium. Die Mitglieder der Landschaftsversammlung werden jeweils in Anschluss an die Kommunalwahlen in Nordrhein-Westfalen durch die neu gewählten Mitglieder der Organe der Mitgliedskörperschaften des LVR (Stadträte der kreisfreien Städte bzw. Kreistage) gewählt. Die Sitzverteilung der Mandate entspricht daher in der Regel den gebietsweiten Ergebnissen der Kommunalwahlen. Wählbar sind dabei nicht nur Mitglieder der Kreistage und Stadträte, sondern auch Beamte und sonstige Beschäftigte der Mitgliedskörperschaften. Innerhalb der Landschaftsversammlung schließen sich die Versammlungsmitglieder zu Fraktionen zusammen.
Die 15. Landschaftsversammlung (2020–2025) hat 126 Mitglieder. Vorsitzende der 15. Landschaftsversammlung ist als erste Frau in diesem Amt Anne-Henk Hollstein (CDU) aus Köln.
|      | CDU | SPD | GRÜNE | FDP | AfD    | DIE LINKE | FW    | Die PARTEI | Volt | GUT | PIRATEN | Deine Freunde | DAL  | Gesamt |
| 2010 | 51  | 37  | 17    | 13  | –      | 6         | 3     | –          | –    | –   | –       | 1             | –    | 128    |
| 2014 | 47  | 38  | 16    | 7   | 03**** | 6         | 03*** | –          | –    | –   | 02***   | 01*           | 01** | 124    |
| 2020 | 43  | 30  | 27    | 7   | 7      | 5         | 3     | 2          | 1    | 1   | –       | –             | –    | 126    |

In der Wahlperiode 2009–2014 bildeten SPD, Grüne und FDP eine „Ampelkoalition“. In der Wahlperiode 2014–2020 bilden CDU und SPD eine große Koalition.
* 0000 der Fraktion Bündnis 90/DIE GRÜNEN beigetreten

** 000 der FDP-Fraktion beigetreten

*** 00 bilden eine gemeinsame Fraktion.

**** 0 aufgeteilt in die Gruppe „Allianz in der LVers“ und einen fraktionslosen Abgeordneten.

## Vorsitzende
Traditionell stellt die stärkste Fraktion in der Landschaftsversammlung den Vorsitzenden. Bis in die 1980er Jahre waren die Vorsitzenden in der Regel auch Oberbürgermeister ihrer jeweiligen Herkunftsstädte bzw. wurden es während ihrer Amtszeit als Vorsitzende der Landschaftsversammlung.
| Zeitraum  | Name                | Partei | Mitgliedskörperschaft      |
| --------- | ------------------- | ------ | -------------------------- |
| 1953–1957 | Ernst Schwering     | CDU    | Köln                       |
| 1957–1961 | Theo Burauen        | SPD    | Köln                       |
| 1961–1962 | Ernst Schwering     | CDU    | Köln                       |
| 1962–1965 | Wilhelm Daniels     | CDU    | Bonn                       |
| 1965–1970 | Theo Burauen        | SPD    | Köln                       |
| 1970–1975 | Arnold Masselter    | SPD    | Duisburg                   |
| 1975–1984 | Josef Kürten        | CDU    | Düsseldorf                 |
| 1984–1999 | Jürgen Wilhelm      | SPD    | Rheinisch-Bergischer Kreis |
| 1999–2004 | Winfried Schittges  | CDU    | Krefeld                    |
| 2004–2018 | Jürgen Wilhelm      | SPD    | Rheinisch-Bergischer Kreis |
| seit 2018 | Anne Henk-Hollstein | CDU    | Köln                       |